# Mitsuo Yamada
Mitsuo Yamada (山田 満夫 Yamada Mitsuo?), född 26 maj 1994 i Hokkaido prefektur, är en japansk fotbollsspelare.
Yamada började sin karriär 2013 i Matsumoto Yamaga FC. Efter Matsumoto Yamaga FC spelade han för Azul Claro Numazu.